# IML Walking Association

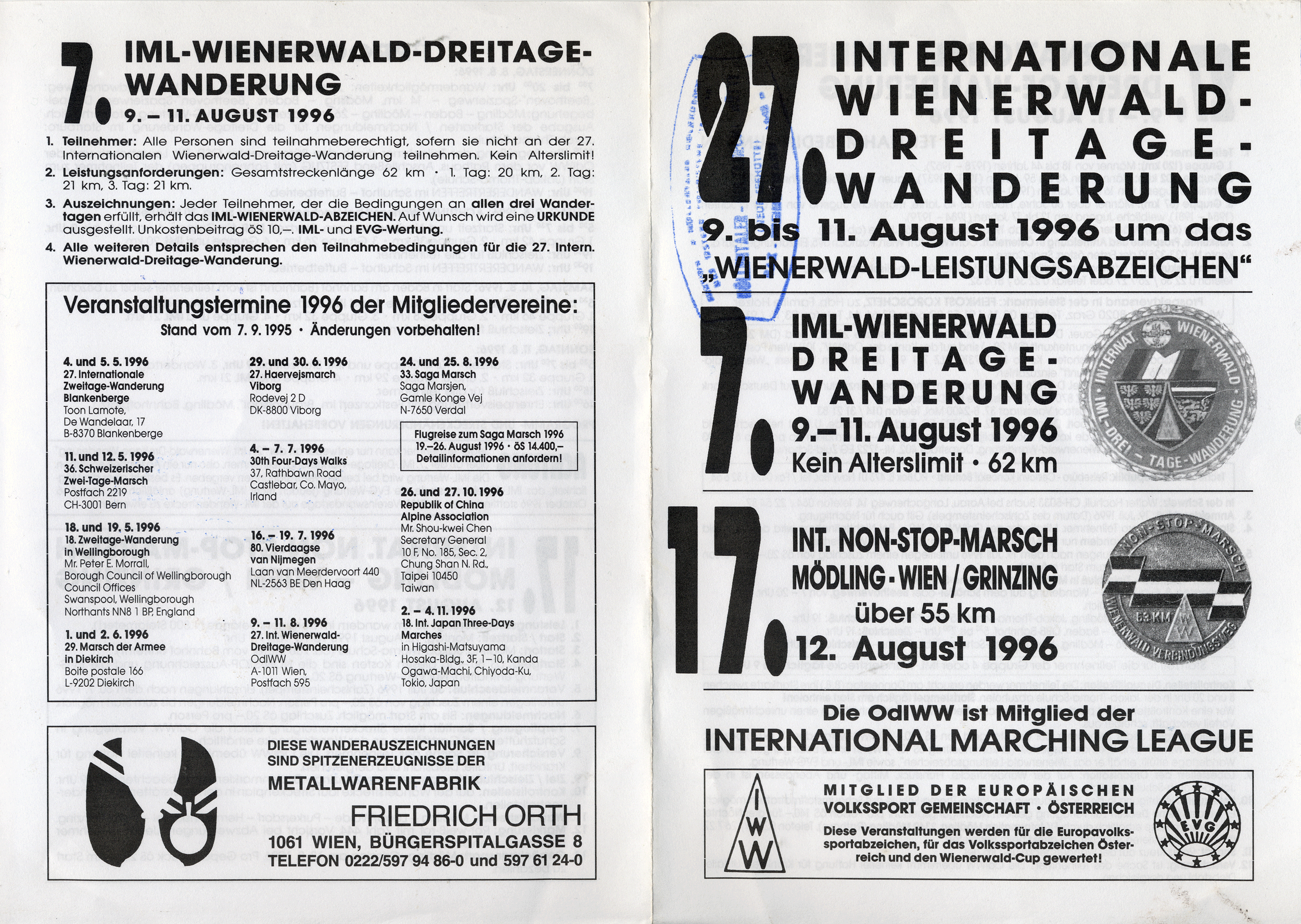
7. IML-Wienerwald-Dreitage-Wanderung 9.–11. August 1996 (Programmfolder, S. 4, S. 1)

Die IML Walking Association (International Marching League) ist eine internationale Non-Profit-Organisation. Sie gründete sich 1987 aus verschiedenen internationalen Marsch-/Wanderveranstaltungen. Gründungsmitglieder unter dem Leitspruch „NOS JUNGAT AMBULARE“ (lat. „Möge uns das Wandern vereinen“) waren die Niederlande, Schweiz, Irland, Japan, Österreich, Dänemark, Belgien und Luxemburg.

## Details
Ziel der Organisation ist es, den Bekanntheitsgrad von Wandern als gesunden Sport zu erhöhen, neue Länder und deren Landschaften sowie Kulturen „zu Fuß“ zu entdecken, internationale Freundschaften zu schaffen und diese über die Ländergrenzen hinaus zu pflegen. IML-Märsche sind niemals Wettbewerbe, bei denen es beispielsweise auf Geschwindigkeit ankommt. Das Erlebnis von Wandern und Kultur steht immer im Vordergrund.
Zurzeit gehören weltweit 28 Mehr-Tage-Veranstaltungen in 26 Ländern zur IML.
Mindestforderung für eine erfolgreiche Teilnahme in der IML-Wertung ist ein mindestens zweitägiger Marsch mit einer täglichen Absolvierung von mindestens 20 km. Der Abschluss von drei unterschiedlichen Veranstaltungen gilt als Serie.

## IML-Medaille

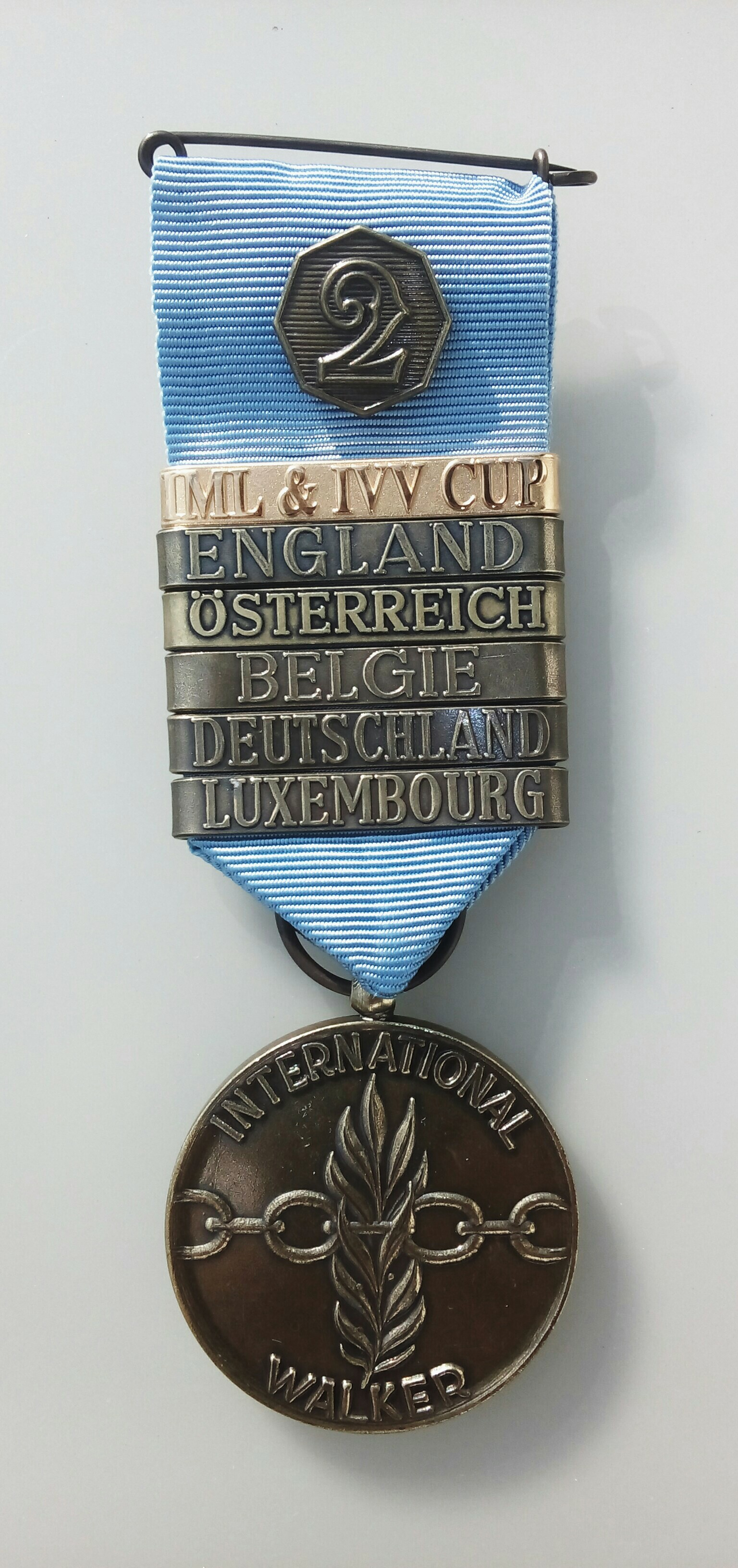
IML Medaille

Jeder Wanderer erhält nach erfolgreicher erster Teilnahme an einer IML-Wanderung eine Medaille. Nach Abschluss mehrerer Serien werden verschiedene Medaillen und Wiederholungszahlen verliehen (1. Marsch: „International Walker Medal“ in Bronze; vier Serien à drei unterschiedliche Märsche: Medaille in Silber; 7 Serien: Medaille in Gold usw.). Zusätzlich gibt es die Wertungen für die Titel „European Walker“ (min. 8 europäische Märsche), „Pan-Pacific-Walker“ (min. 8 Märsche im asiatisch-pazifischen Raum), „Global Walker“ (jeweils min. 75 % aller Märsche in Europa sowie Pan-Pacific oder jeweils 10 Märsche in beiden Regionen) und „International-Master-Walker“ (Teilnahme an allen Märschen der 8 Gründungsmitglieder).

## IML-Märsche (Auswahl)
| Land                | Marsch                                    | Strecken (km)                                                                             | Sonderkategorie für Militärs |
| ------------------- | ----------------------------------------- | ----------------------------------------------------------------------------------------- | ---------------------------- |
| Israel              | Two days march of Gilboa                  | Fr. und Sa. je 5, 11 oder 20km                                                            | Nein                         |
| Schweden            | Linnemarschen Walking Event               | Sa. und So. kombiniert 32 und 25 km Sa. 42, 21, 10,5 oder 6 km So. 30, 21, 10,5 oder 6 km | Nein                         |
| Belgien             | Tweedaagse van Vlaanderen in Blankenberge | Sa. 7, 15, 24, 32, 50 So. 7, 15, 24, 32                                                   | Nein                         |
| Großbritannien      | International Waendel walk                | Sa. und So. je 5, 10, 15, 25 oder 42 km                                                   | Nein                         |
| Schweiz             | Schweizerischer Zwei-Tage-Marsch          | Sa. und So. je 10, 20, 30 oder 40 km                                                      | Ja                           |
| Frankreich          | Les 4 jours de Chantonnay                 | Do. bis So. je 8, 12, 21, 28 oder 42 km 120 km in 45 Std 200 km in 75 Std                 | Nein                         |
| Luxemburg           | Marche internationale de Diekirch         | Sa. und So. je 12, 20 oder 40 km                                                          | Nein                         |
| Dänemark            | Haervejsmarchen                           | Sa. und So. je 20, 30, 40 oder 45 km                                                      | Nein                         |
| Irland              | Castlebar International 4 Days' Walk      | Do. bis So. je 10 oder 20 km                                                              | Nein                         |
| Niederlande         | Nijmegenmarsch                            | alters- und geschlechtsabhängig                                                           | Ja                           |
| Litauen             | Walkers Festival of Lithuania             | Sa. und So. je 10, 20 oder 30 km                                                          | Nein                         |
| Finnland            | Vaasan Marssi                             | Fr. 12 km Archipelago walk oder 21 km Sa. und So. 10, 21, 30 oder 42 km                   | Nein                         |
| Norwegen            | Sagamarsjen                               | Sa. 31, 23, 7 oder 5 km So. 32, 24, 10 oder 12 km                                         | Nein                         |
| Kroatien            | Hrvatski festival hodanja                 | Sa. und So. je 10+, 20+ oder 30+ km                                                       | Nein                         |
| Italien             | Two-days march Mere e Monti               | Sa. und So. je 10, 15 oder 20 km                                                          | Nein                         |
| Österreich          | Internationaler 3-Tage-Einhornmarsch      | Fr. bis So. je 10, 20, 30 oder 42 km                                                      | Ja                           |
| Tschechien          | Kudrna goes around Brno                   | Sa. und So. je 10, 20, 30 oder 42 km                                                      | Nein                         |
| Deutschland         | Fulda-Marsch                              | Sa. 6+11, 21, 30 oder 42 km So. 6+11, 21 oder 42 km                                       | Ja                           |
| USA                 | The Texas Trail Roundup                   | Fr. 6 oder 10 km Sa. 5, 13, 21 oder 42 km So. 5, 13 oder 21 km                            | Nein                         |
| Neuseeland          | International Two-days walks              | Sa. und So. je 10, 20 oder 30 km                                                          | Nein                         |
| Australien          | Canberra Walking Festival                 | Sa. und So. je 10,20, 30 oder 42 km                                                       | Nein                         |
| Japan               | Kyushu International 3 Day March          | Fr. und Sa. je 5, 10, 20 oder 40 km So. 5, 10, 20, oder 30 km                             | Nein                         |
| Volksrepublik China | International Walking festival            | Sa. und So. je 5, 10, 20 oder 30 km                                                       | Nein                         |
| Volksrepublik China | International 2 Days March                | Sa. und So. je 10 oder 20 km                                                              | Nein                         |
| USA                 | US Freedom Walk Festival                  | Sa. 21 oder 44 km So. 21 oder 32 km                                                       | Nein                         |
| Republik Korea      | International Two-Days walk Won-Ju        | Sa. und So. je 5, 10, 20, 30 oder 50 km                                                   | Nein                         |
| Japan               | Int. Three-days March                     | Fr. bis So. je 5, 10, 20, 30, 40 oder 50 km                                               | Nein                         |
| Taiwan              | Two days Happiness March                  | Sa. und So. je 10, 20 oder 30 km                                                          | Nein                         |
| Indonesien          | Jogja International Heritage Walk         | Sa. und So. je 5, 10 oder 20 km                                                           | Nein                         |